# 周灶
周灶（？—前162年），西汉将军之一，被西汉皇帝刘邦分封为隆虑侯。
秦朝未年，时为沛县亭长的刘邦奉命押送刑徒去骊山时，刑徒在半路逃脱大半，刘邦自知会被上头问罪，于是拉上剩余的刑徒开始逃亡到芒砀山一带躲藏，此时的周灶就是跟随刘邦在芒砀山逃亡的士卒之一。刘邦灭掉秦朝称汉王后，周灶的官职为连敖。其后周灶被刘邦任命为长铍都尉，和其它将领一起领兵攻打西楚霸王项羽。刘邦灭掉项羽建立汉朝后，分封周灶为隆虑侯，隆虑在今天河南省林州市一带。
前181年，西汉和南越国交恶，南越国君主赵佗出兵攻打西汉的诸侯长沙国，并连克边境数县。周灶被西汉临朝称制的呂后封为将军，领兵攻打南越国，但由于中原的士兵不适应南越的炎热潮湿的气候，纷纷得病，周灶的士兵连南岭都没有越过。吕后死后，赵佗向还在长沙国驻守的周灶送去转交给西汉新一任君主汉文帝的书信，请求汉朝撤去驻守在长沙国境内的军队，恢复两国的和平，汉文帝表示同意，让周灶撤兵，两国和好，赵佗继续向西汉称臣。
前166年，匈奴单于率领14万骑兵攻进朝那和萧关，杀死了北地都尉孙卬。此时汉文帝任命周灶为陇西将军，和上郡将军卢卿，北地将军魏遬，大将军张相如，前将军董赤等人一起领兵回击匈奴。匈奴军队呆在汉朝境内一个多月就离开了，汉朝军队追击到境外无功而返。
前162年，周灶病亡，汉文帝封其谥号克侯。